# Muusoctopus thielei
Muusoctopus thielei is een inktvissensoort uit de familie van de Enteroctopodidae. De wetenschappelijke naam van de soort werd voor het eerst geldig gepubliceerd in 1932 door Robsonals Benthoctopus thielei.